# Marie Dorly
Marie Dorly (état-civil inconnu) est une actrice française du cinéma muet active dans les années 1910.

## Biographie
En dehors de sa carrière cinématographique qui s'étend de 1910 à 1917, on ne sait rien de Marie Dorly pas même ses liens éventuels avec l'acteur Géo Dorly (1904-1971) qui tourna également avec Léonce Perret, ou avec l'actrice Simone Dorly (1904-1963), uniquement connue au cinéma pour avoir interprété un rôle dans le film Le Chemin du bonheur de Jean Mamy sorti en 1934.
À peu près à la même époque, on trouve aussi les noms du comédien Léonce Dorly ou des artistes lyriques Pierre Dorly et Zorah Dorly,, cantatrice qui se produisit sur les scènes lyriques françaises et étrangères à partir des années 1900 jusqu'aux années 1930, sans que l'on sache également s'il existe un lien quelconque entre eux et l'un ou l'autre des artistes portant le même patronyme ou le même nom de scène.
Apparaissant dans une cinquantaine de courts ou moyens métrages muets entre 1910 et 1917, Marie Dorly tourna surtout avec Louis Feuillade et Léonce Perret en y interprétant essentiellement des personnages de gouvernantes ou de maîtresses de maison. On perd définitivement sa trace après un dernier rôle dans L'Imprévu de Léonce Perret sorti en février 1917.

## Filmographie
- 1910 : Drame à l'usine [réalisateur anonyme] : l'infirmière
- 1910 : Molière de Léonce Perret : une comédienne
- 1910 : Le Noël de grand-mère de Léonce Perret : la nurse
- 1911 : L'Automne du cœur de Léonce Perret : la gouvernante de Vanesco
- 1911 : Les Vipères de Louis Feuillade
- 1911 : Les Petites Apprenties  de Louis Feuillade
- 1911 : La Tare de Louis Feuillade : la dame patronesse
- 1911 : La Souris blanche de Louis Feuillade : Zoé
- 1911 : Gisèle, enfant terrible de Léonce Perret : la mère de Gisèle
- 1911 : Eugénie, redresse-toi de Jean Durand : la mère d'Eugénie
- 1911 : Situation délicate d'un cambrioleur de Jean Durand
- 1911 : Calino veut être cow-boy de Jean Durand : la femme au saloon
- 1912 : Calino chef de gare de Jean Durand : une voyageuse
- 1912 : Calino s'endurcit la figure de Jean Durand
- 1912 : Bébé jardinier de Louis Feuillade
- 1912 : Chauffeur par amour de Louis Feuillade
- 1912 : L'Express matrimonial / En express de Léonce Perret
- 1912 : Une perle de Léonce Perret : la mère
- 1912 : Le Mystère des roches de Kador de Léonce Perret : Mme Dorlysse, la gouvernante
- 1912 : Onésime est trop timide de Jean Durand : la tante de la fiancée
- 1912 : Un bienfait n'est jamais perdu de Jean Durand
- 1912 : Les Braves gens de Louis Feuillade : la servante
- 1912 : Les Audaces du cœur de Louis Feuillade
- 1912 : Compliments sincères de Louis Feuillade
- 1912 : Le Rêve du cocher [réalisateur anonyme] : Mme Hudon
- 1912 : Le Bonheur chez soi / L'Hôtel du Bonheur [réalisateur anonyme]
- 1912 : La Pierre de Sir John Smithson [réalisation anonyme]
- 1913 : Le Pot aux roses [réalisateur anonyme]
- 1913 ; Pour une femme [réalisateur anonyme]
- 1913 : L'Odyssée d'un sac de bonbons [réalisateur anonyme]
- 1913 : Onésime se marie, Calino aussi / Onésime et les deux cortèges de Jean Durand : une invitée dans le cortège d'Onésime
- 1913 : Onésime, tu l'épouseras quand même de Jean Durand : une invitée à la cérémonie
- 1913 : Erreur tragique de Louis Feuillade : la femme de charge
- 1913 : Un scandale au village de Louis Feuillade
- 1913 : La Force de l'argent de Léonce Perret : Mme Leclerc
- 1913 : Les Dents de fer de Léonce Perret : Mme Brosny
- 1913 : L'Enfant de Paris  de Léonce Perret : Marion, la gouvernante[4]
- 1913 : Les Deux chemineaux de Léonce Perret
- 1913 : Léonce et Toto de Léonce Perret : Marie, la bonne
- 1913 : Léonce aux bains de mer de Léonce Perret
- 1913 : Le Mort qui tue de Louis Feuillade : Mme Bourrat
- 1913 : Oscar a des chevaux de course de Louis Feuillade
- 1913 : Oscar au bain de Louis Feuillade
- 1913 : Oscar et Kiki la midinette / Oscar et la midinette de Louis Feuillade : Mme Vaudois
- 1913 : Oscar et le tic de Barbassol de Louis Feuillade
- 1913 : Oscar exagère de Louis Feuillade
- 1913 : Oscar veut se ranger de Louis Feuillade : Paméla
- 1914 : La Châtelaine de Louis Feuillade : Mme Labaudière
- 1914 : L'Oiseau blessé de Georges-André Lacroix : Mme Janson
- 1914 : Ces demoiselles Perrotin / Les Demoiselles Perrotin de Léon Poirier
- 1917 : L'Imprévu de Léonce Perret : Manon